# Niccolò Paganini
Niccolò Paganini, född 27 oktober 1782 i Genua, Italien, död 27 maj 1840 i Nice som på den tiden tillhörde kungariket Sardinien, var en italiensk violinist och tonsättare.
Paganini är kanske den mest mytomspunna violinisten genom tiderna. Hans häpnadsväckande skicklighet ledde till påståenden om att han sålt sin själ till Djävulen.

## Biografi
Sex år gammal började Paganini spela fiol med fadern, som snart blev övertygad om sonens musikaliska begåvning. Faderns mål var att utnyttja sonens talang ekonomiskt så snart det var möjligt, och han skydde inte några medel att forcera sin son fram till virtuosstadiet. Resultatet var att Paganini gjorde häpnadsväckande stora framsteg på kort tid.
När Paganini var åtta år komponerade han sin första violinsonat, och nio år gammal spelade han offentligt för första gången. Fyra år senare gav Paganini en egen konsert i Genua och gjorde stor succé. 1797 företog han en konsertresa till Milano, Bologna och Florens och mottogs överallt med stor beundran, tack vare sin fenomenala spelteknik. Han tröttnade emellertid snart på faderns ingripanden och företog turnéer på egen hand. Men friheten innebar risker. Bara 16 år gammal var han redan en lidelsefull hasardspelare. Han spelade bort inkomsterna från sina konserter och måste slutligen pantsätta sin fiol, för att klara upp spelskulderna.
Under början av 1800-talet ägnade Paganini mycket tid till gitarrspel vilket senare kom att prägla hans violinteknik; svåra och helt nya typer av pizzicato-, ackord- och flageolettspel. Från 1828 till 1836 turnerade han internationellt, och hans repertoar var huvudsakligen egna kompositioner. De mest kända är hans 24 Capricer för soloviolin för soloviolin.
Asteroiden 2859 Paganini är uppkallad efter honom.
Paganini porträtterades av Klaus Kinski i dennes film Kinski Paganini (1989), och av David Garrett i The Devil's Violinist.

## Verk
1. Häxdansen